# Верейкін Юрій Петрович
Юрій Петрович Верейкін (27 липня 1939 ) — радянський футболіст, захисник. По завершенні ігрової кар'єри — футбольний суддя і тренер.

## Біографія
Вихованець футбольної школи ЗІЛ (Москва). Практично всю кар'єру провів в командах нижчих ліг першості СРСР «Шахтар» Кадіївка (1960—1961), «Шинник» Ярославль (1962, 1964—1969), «Труд» Ногінськ (1963—1964), «Мотор» Володимир (1969) та «Вулкан» Петропавловськ-Камчатський (1970—1972). Тільки у вересні — листопаді 1964 роки зіграв п'ять матчів у складі «Шинника» у Вищій лізі чемпіонату СРСР.
У 1977—1987 роках працював футбольним арбітром. У статусі бокового арбітра провів 69 матчів вищої ліги СРСР в 1979—1978 роках. Суддя всесоюзної категорії (1985).
Також працював тренером в ФШМ, серед вихованців — Андрій Соломатін, Олег Корнаухов, Володимир Мамінов.
Головний тренер ТРАСКО (1993, друга ліга). Тренер (1994) і головний тренер (1995—1997) «Моноліта» (третя ліга). Головний тренер команди КФК «Крила Рад» Москва (2004) .